# Шевченківський здвиг 1914

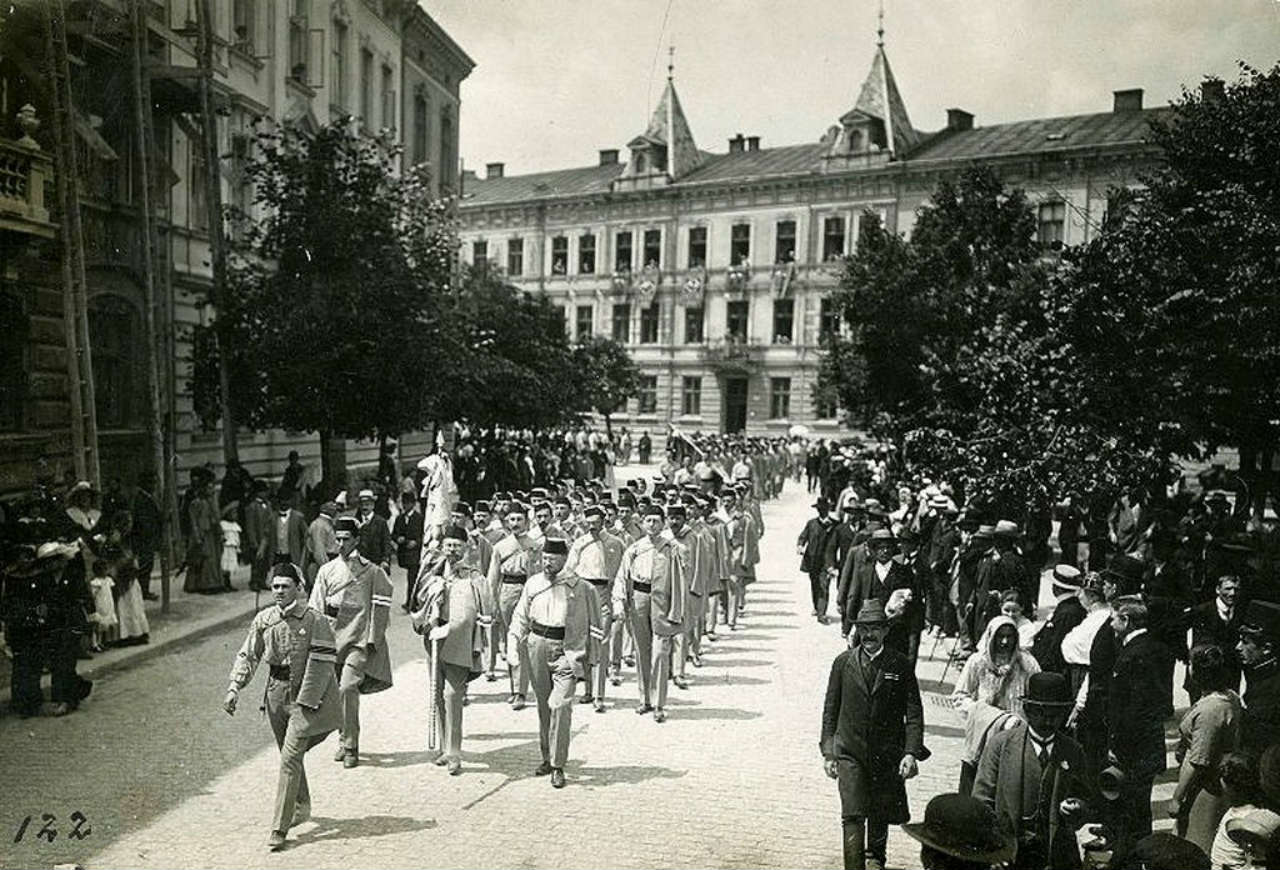
Хода здвигу сучасною площею імені Івана Франка.

Шевченківський здвиг 1914 року (також відомий під назвою Великий здвиг) — II краєвий здвиг руханкових, пожежних і стрілецьких товариств «Сокіл», «Січ», «Пласт», «Січові стрільці» та інших, що відбувся у Львові 28 червня 1914 року на честь 100-річчя від дня народження Тараса Шевченка. В урочистій ході Львовом взяли участь, за різними даними, від 12 до 23 тисяч осіб з Галичини та Буковини.

## Підготовка
У першому десятилітті 20 сторіччя на Галичині сформувався прошарок населення, який прагнув розвиватися не тільки духовно (цьому допомагали читальні «Просвіти»), а й фізично. Виникли руханкові (гімнастичні) товариства «Сокіл», «Січ», «Повітова Січ», «Пласт», «Січові стрільці» та інші. Свій вишкіл і організованість товариства демонстрували на з'їздах. Товариство «Січ», наприклад, від 1902 до 1912 року провело шість свят крайового масштабу. Тіловиховні товариства, які стояли на спільних патріотичних засадах, також проводили спільні свята. Так, I краєвий здвиг «Соколів» і «Січей» відбувся 10 вересня 1910 року у Львові.
Після Балканських воєн (1912—1913) міжнародна ситуація у Європі значно погіршилась. Була ймовірність великої війни між Росією, яка прагнула посилити свій вплив на Балканах, і Австро-Угорщиною, яку підтримувала Німеччина. Галицька суспільна думка в цьому питанні була розділена, хоча враховуючи заборону української мови в Російській імперії та гірший стан справ з правами українців, ще 7 грудня 1912 року «З'їзд послів і нотаблів» у Львові, а згодом і низка інших організацій Галичини висловили підтримку позиції Австрії та Німеччини в боротьбі проти Росії, щоб визволити українські землі від російського панування.
З метою підготовки майбутніх українських збройних сил, які воювали б у складі австрійського війська, засновник товариства «Січ» Кирило Трильовський 1913 року створив стрілецьке товариство «Січові Стрільці». Для огляду всіх патріотичних сил у червні 1914 року вирішено провести II краєвий здвиг руханкових, пожарних і стрілецьких товариств, приурочений до 100-ї річниці Тараса Шевченка.
До підготовчого комітету ввійшли: Кирило Трильовський, Дмитро Катамай, Осип Семенюк, Микола Балицький (від «Українського Січового Союзу»), Роман Дашкевич, Гриць Ничка (від «Повітової Січі» та «УСС II»), Іван Боберський, Семен Горук, Степан Гайдучок, М. Левицький (від «Сокола-Батька») і представник СТ «Україна».

## Святкування
Напередодні здвигу в різних містах краю, в тому числі у Львові, відбулися святкування 100-літнього ювілею від дня народження Тараса Шевченка. В рамках цих заходів проводилися концерти, урочисті походи українських товариств і організацій. Учасники з'їзду, лояльні до австрійської влади, визначили російське самодержавство як головного ворога українського визвольного руху, відзначивши в цьому контексті важливість українських парамілітарних та спортивних організацій в Галичині.
27 червня, увечері в залі Спортивної Палати відбувся святковий концерт. Перед концертом слово взяв Кирило Трильовський зі своєю знаменитою промовою, у якій заявив, що: «Може вже й недалека та хвиля, коли ми зможемо нашими шоломами зачерпнути води з Дніпра-Славутиці; води, змішаної з кров'ю наших ворогів…», а також виступив поет Богдан Лепкий.
Організаційний комітет закликав українців Львова прикрасити вікна своїх помешкань синьо-жовтими стрічками та портретами Тараса Шевченка.
Поїзди з учасниками свята прибували до Львова з різних місцевостей. По всьому місту було чути українські пісні, колони йшли до пунктів призначення, майоріли прапори з зображеннями українських гетьманів минулого.
Загальна колона зформувалася в центрі Львова й під супроводом численних оркестрів рушила маршем по місту. На чолі колони була кінна чета «Сокола-Батька» під командою Йосифа Доманика. За нею йшли Кирило Трильовський та Іван Боберський зі старшинами своїх централей («Сокола-Батька» та «Українського січового союзу»), за ними Січові стрільці з крісами, а вже потім «січовики» й «соколи». Більшість учасників походу були одягнуті в однострої своїх організацій, чимало з яких створено на основі народних строїв і вишивок. Особливо велике захоплення викликали озброєні сотні Українських січових стрільців в одностроях — символ того, що українці також мають власні збройні сили. У центрі міста було встановлене і прикрашене зеленню погруддя Т. Шевченка, потім колона рушила в напрямку вулиці Стрийської, до поля «Сокола-Батька», так званого «Українського Городу». Там відбулися показові вправи «Січей» і «Соколів», свій стройовий вишкіл показав загін Січових стрільців з Борислава під командою Клима Гутковського.
Письменник Остап Грицай писав, що в поході крім січовиків і соколів, взяли участь 153 члени Січового Союзу Буковини, 183 пластуни, 210 кіннотників і 29 оркестрів.
Крім галичан і буковинців, на урочистостях були присутні делегації з Наддніпрянської України, представники чеських і хорватських «Соколів», намісник (губернатор) Галичини Вітольд Коритовський і крайовий комендант Колошварі. Проте намісник не дочекався до кінця здвигу й передчасно покинув святкування, бо отримав повідомлення, що в Сараєво вбито наступника австрійського престолу — Франца Фердинанда.
У Першій світовій війні Українські січові стрільці були єдиними національними українськими збройними силами, а добра військова підготовка згодом допомагала «січовикам» під час боротьби у складі Української Галицької Армії.
Для учасників здвигу спеціально виготовлено пам'ятну відзнаку з написом «Шевченковий здвиг». Її носили на грудях і на шапці. Відзнака виготовлена у Відні коштом «Сокола-Батька» та «Українського Січового Союзу» тиражем 10.000 примірників у білому металі та 100 штук у міді. Розмір: 35×37 мм.